# 11778 Kingsford Smith
11778 Kingsford Smith è un asteroide della fascia principale. Scoperto nel 1977, presenta un'orbita caratterizzata da un semiasse maggiore pari a 2,1610089 UA e da un'eccentricità di 0,0616544, inclinata di 4,14579° rispetto all'eclittica.
L'asteroide è dedicato al pilota australiano Charles E. Kingsford Smith, che volò dall'America all'Australia attraverso il Pacifico nel 1928 e dall'Europa all'America da est a ovest nel 1930.